# Yānīq
Yānīq (persiska: یانیق, Yānūq, یانوق) är en ort i Iran.   Den ligger i provinsen Östazarbaijan, i den nordvästra delen av landet, 400 km väster om huvudstaden Teheran. Yānīq ligger 1 600 meter över havet och antalet invånare är 452.
Terrängen runt Yānīq är platt åt nordväst, men åt sydost är den kuperad. Runt Yānīq är det ganska glesbefolkat, med 22 invånare per kvadratkilometer. Närmaste större samhälle är Hashtrūd, 17,8 km nordost om Yānīq. Trakten runt Yānīq består i huvudsak av gräsmarker.